# Reißkofel-Biwak
Das Reißkofel-Biwak, auch Reißkofelbiwak, Reisskofel-Biwak, ist eine unbewirtschaftete Biwakschachtel der Sektion Obergailtal-Lesachtal des Österreichischen Alpenvereins auf 1799 m ü. A. an der Westseite des Reißkofels im Gemeindegebiet von Kirchbach in Kärnten.

## Geschichte
Das Biwak wurde 1975 von der Sektion Austria des Österreichischen Alpenvereins errichtet und wird nun von der Sektion Obergailtal-Lesachtal des Österreichischen Alpenvereins betreut. Es ist eine Notunterkunft mit 3 Betten.

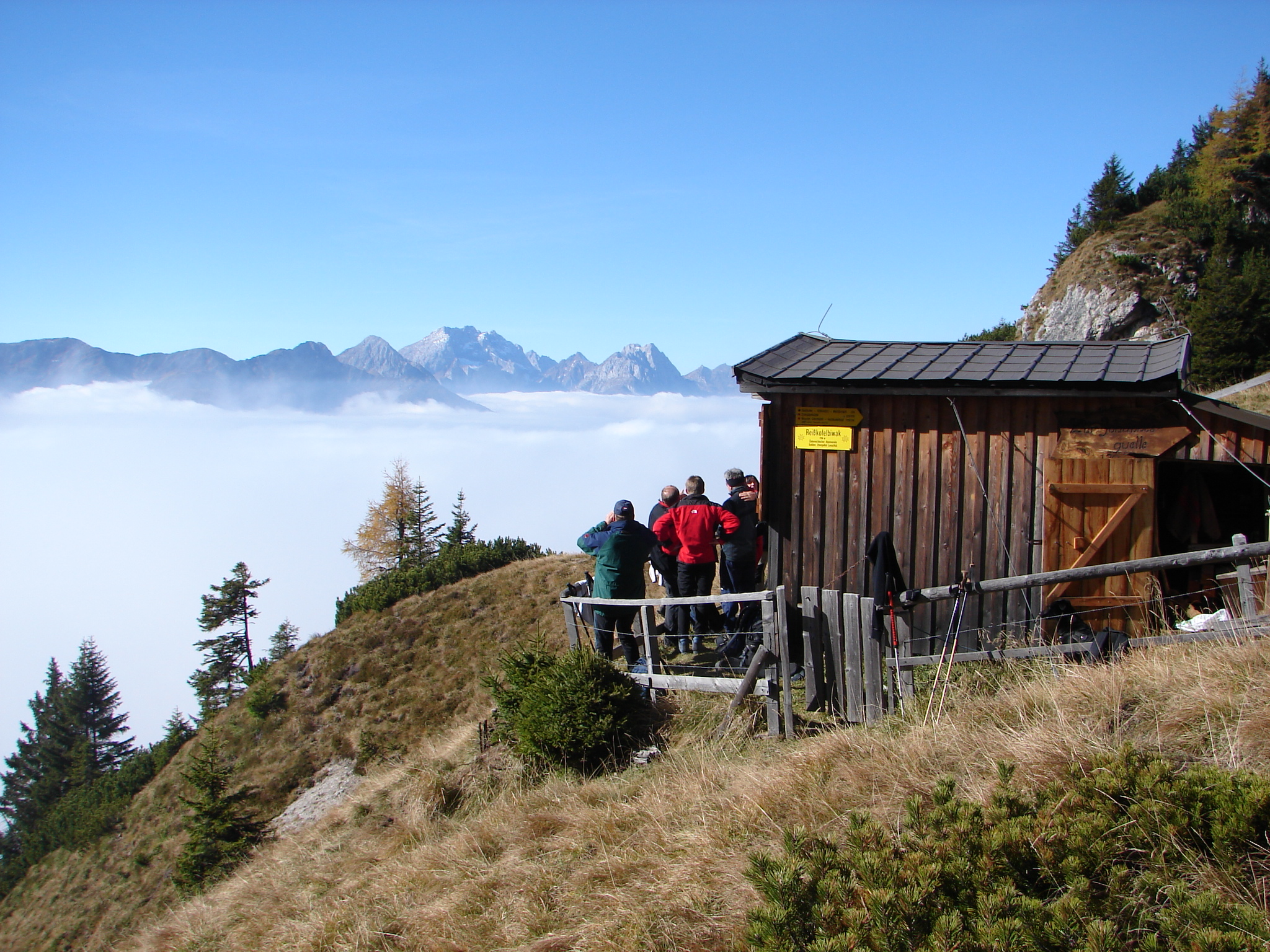
Reisskofel-Biwak (2007)

## Zustieg
- vom Gasthof Reißkofelbad, Gehzeit: 1½ Stunden[3]

## Touren
- Reißkofel 2371 m, Gehzeit: 2½ Stunden
- E.T.-Compton-Hütte 1585 m über den Reißkofel, Gehzeit: 4½ Stunden
- Torkofel 2275 m, Gehzeit: 2¾ Stunden[3]